# XIIIe Congrès olympique
Le XIIIe Congrès olympique se tient du 3 au 5 octobre 2009 au Bella Center de Copenhague. Il a pour thème « Le mouvement olympique dans la société ». Le Congrès est organisé dans le cadre de la 121e session du Comité international olympique qui se tient au même endroit du 1er au 9 octobre 2009.

## Organisation
La ville danoise est choisie le 8 février 2006 lors de la 118e session du CIO, qui s'est tenue lors des Jeux olympiques de Turin 2006 parmi huit autres villes, à savoir Athènes (Grèce), Busan (Corée du Sud), Le Caire (Égypte), Lausanne (Suisse), Mexico (Mexique), Riga (Lettonie), Taipei (Taïwan) et Singapour.

## 121esession du CIO
Ce congrès chevauche la 121e session ordinaire du CIO, qui se tient sur le même site, du 1er au 9 octobre 2009. À son issue :
- Rio de Janeiro est élue ville hôte pour les Jeux olympiques d'été de 2016 ;
- Jacques Rogge, après avoir été président du CIO durant huit ans, est réélu à la tête de l'organisation olympique pour un mandat de quatre ans supplémentaires[2] ;
- le golf[3] et le rugby (dans sa variante à sept)[4] sont réintroduits au programme olympique et leur retour est programmé pour les Jeux olympiques d'été de 2016.

Le vote final des membres du CIO afin d'élire la ville hôte des Jeux olympiques d'été de 2016 a lieu le 2 octobre 2009, départageant Tokyo (Japon), Madrid (Espagne), Chicago (États-Unis) et la ville finalement victorieuse, Rio de Janeiro (Brésil).
| Ville candidate | Pays       | Note technique | 1er tour | 2d tour | 3e tour |
| --------------- | ---------- | -------------- | -------- | ------- | ------- |
| Rio de Janeiro  | Brésil     | 6,4            | 26       | 46      | 66      |
| Madrid          | Espagne    | 8,1            | 28       | 29      | 32      |
| Tokyo           | Japon      | 8,3            | 22       | 20      | -       |
| Chicago         | États-Unis | 7,0            | 18       | -       | -       |